# 정용희
정용희(한국 한자: 政用熙, 2002년 5월 10일 ~ )는 대한민국의 축구 선수로, 포지션은 수비수이다. 현재 K리그2 안산 그리너스 소속이다.